# Sofie Engelen
Sofie Engelen (Antwerpen, 19 september 1980) is een Vlaams televisieproducer en radiopresentatrice bij Studio Brussel voor de digitale zender De Tijdloze.

## Loopbaan
Na haar studie vertaler/tolk was Engelen onder het pseudoniem Jenny from de blok enige tijd te horen op radiozender Studio Brussel, een functie die ze combineerde met die van productiemedewerker voor de VRT-serie 16+ en de documentairereeks Het leven zoals het is.
Vanaf de zomer van 2006 ging Engelen aan de slag bij het Belgische mediabedrijf EXQI en maakte ze samen met Wendy Huyghe reportages voor muziekzender TMF. In maart 2007 werd het duo er volwaardige vj's en kregen ze hun eigen programma, getiteld Comité P(arty). Nadien presenteerde Engelen voor TMF onder meer Dare2Seduce, de Ultratop 50, de Ultratip 30, de Most Played Top 20, Eat This!, De Afrekening en What the F*ck. Dat laatste programma presenteerde ze samen met Astrid Demeure, haar nieuwe gezellin na het vertrek van Wendy Huyghe.
Tijdens de zomer van 2010 trok ze voor TMF naar Burundi, waar ze samen met een aantal jongeren het spraakmakende programma Yes We Can inblikte. Hierop kwam een jaar later nog een vervolg, getiteld Yes You Can.
In oktober 2011 werd Engelen ontslagen bij TMF na een ontslagronde waarbij veel medewerkers geen contractverlenging kregen en ging ze werken als zelfstandig presentator en producer. In de zomermaanden van 2012 presenteerde ze samen met Maxime De Winne op Humoradio. In 2013 presenteerde ze een muziekprogramma voor Belgacom TV met de titel PandaSessions.
In oktober 2013 startte Engelen als presentatrice-mentor van het programma Krijg carte blanche, te zien op OP12. Vanaf september 2014 was ze te horen in Nightcall, een nachtelijk verzoekprogramma van Studio Brussel. Ze presenteerde het programma afwisselend met Sien Wynants. In 2014 werkte ze ook als soundtrackcoördinator voor de film Belgica van Felix Van Groeningen. Ze werkte toen nauw samen met Soulwax. Vanaf 6 mei 2016 presenteerde ze samen met Maxime De Winne het programma Deal Duel op zender VIER.
In 2019 raakte bekend dat Engelen het nieuwe lid van Goe Vur In Den Otto werd, het Antwerpse dj-duo dat hoofdzakelijk heavy metal draaide. Na artistieke meningsverschillen stapte Engelen echter alweer gauw op. Vanaf 11 oktober dat jaar verzorgde ze het ochtendblok van de digitale radiozender Willy.
In 2024 stapte Engelen over naar de digitale zender De Tijdloze, onderdeel van Studio Brussel.